# Zastava M77
Zastava M77 je strojnica kalibra 7,62 mm kojeg je razvila i proizvodila jugoslavenska tvrtka Zastava Oružje. M77 je dizajniran na temelju sovjetskih pušaka AK-47.
Zastava M77 koristi streljivo kalibra 7,62 x 51 mm NATO koje se nalazi u okvirima kapaciteta 20 metaka. Radi na pozajmnicu plinova, zrakom je hlađena, ima promjenjivi mod paljbe (poluautomatski i automatski) te fiksni drveni kundak izrađen od bukovine.
Dužina cijevi strojnice iznosi 535 mm, a proizveden je metodom hladnog kovanja. Oružje ima dobra ergonomska rješenja te je odlično izbalansirano što rezultira malom masom i trzajem te velikom kompaktnošću.

## Vanjske poveznice
- Public Safety Wiki - Zastava M77  Arhivirana inačica izvorne stranice od 9. ožujka 2016. (Wayback Machine)
- Anarchopedia - Zastava M77  Arhivirana inačica izvorne stranice od 8. ožujka 2016. (Wayback Machine)